# كريس هولدن
كريس هولدن هو سياسي أمريكي، ولد في 19 يوليو 1960 في باسادينا في الولايات المتحدة. نشط حزبياً في حزب كاليفورنيا الديمقراطي ‏ والحزب الديمقراطي. وقد انتخب عضو جمعية ولاية كاليفورنيا ‏.

## وصلات خارجية
- الموقع الرسمي